# 阿木譲
阿木 譲（あぎ ゆずる、1947年4月14日 - 2018年10月21日）は、日本の元歌手・俳優、音楽評論家、編集者、音楽プロデューサー、DJ。男性。当初は歌手としてデビューしたが、芸能界引退後に音楽雑誌『ロック・マガジン』を主宰し、インディーズ・レーベル「ヴァニティ・レコード (Vanity Records) 」を設立した。

## 人物・経歴

### 生い立ち
1946年（昭和21年）4月14日、大阪府に生まれる。本名は近藤周平。父・近藤恒三と母・琴の家庭で7人兄妹の5番目に生まれる。父親はクラリネット奏者で、戦前は楽器屋を営んでいたが戦災で店を焼失。戦後は周平が小学6年生の時に母親が大阪の料理屋「天山閣」で仲居を始め家にいなくなる。
堺市立商業高等学校に進学し、生徒会副会長を務め、淋しさを紛らわすように演劇に熱中した。この頃、関西テレビの知り合いのつてでテレビの単発番組などに出演。また17歳のとき、1963年9月11日公開の松竹映画『嵐を呼ぶ十八人』（吉田喜重監督）のオーディションに合格し、たかし役で出演する。

### 歌手時代
高校卒業後は関西の劇団に所属し、テレビや映画に脇役で出演していたが芽が出ず、歌手に転向することを決めて上京する。四谷のクリーニング店に3か月勤めたが辞める。少しでも歌の勉強ができるところを探そうと、新宿の喫茶店やキャバレーのボーイなど店を転々とし、1966年にホテルニュージャパンのボーイとして働く。ホテルに来ていた巨人軍私設応援団長の関谷文栄に頼み込み、第一共栄プロダクションを紹介してもらう。関谷は舟木一夫を発掘した人物として知られていた。第一共栄は舟木が当時所属していたプロダクションである。
1967年1月、東芝の作曲家・吉川実の門をくぐりレッスンを重ね、同年5月19日に東京の八王子公会堂で初ステージ、同年5月28日にテレビ番組『ロッテ 歌のアルバム』に出演、同年6月5日に東芝音楽工業からシングル『高原の慕情』でデビュー。
芸名の「阿」は所属の第一共栄プロ社長の阿部から、「木」は先輩の舟木一夫から「譲」り受けた。最初の雑誌取材は舟木と同じく『女学生の友』であった。当時は水戸浩二のライバルとして売り出され、舟木一夫・橋幸夫・西郷輝彦の「御三家」に続き、水戸浩二・永井秀和・阿木譲の3人が「新御三家」と称された。またデビュー時は「幼くして母親と別れた」という設定があり、同年に読売テレビ『そっくりショー』で念願の“再会”を果たし話題となった。
1967年9月5日、シングル『錆びた十字架』を発売。同年12月1日、『俺には天使の君だった』を発売。この曲は翌1968年公開の日活映画『星影の波止場』の主題歌としてヒットする。また阿木自身が映画に主役として出演した。同年3月1日に『俺の影が泣いている』、7月1日に『たった一人の海』、9月1日に『霧に消えた恋』と、デビューから1年間で6枚のシングルを発表する。
しかし芸能界の裏側に嫌気が差し、女性週刊誌『ヤングレディ』1968年11月25日号に「全告白──阿木譲（歌手）貧困の屈辱のなかで愛と女に飢えた22歳」と題した暴露的自伝を書き、わずか1年余で歌手を引退した。
骨董品を蒐集したり、浅草国際劇場のレッスン場で灰原勝彦にモダンバレエのレッスンを受けたり、現代詩を書くなど、多才な趣味を持つ歌手としても知られた。

### 音楽評論家として
芸能界引退後は関西へ戻り、関西フォークにかかわりフォークシンガーとして活動し、ハプニングス・フォーをバックバンドとして自主制作シングルを発表する。
1971年から1年近くサンフランシスコに住み、写真家の福田ヒロに連れられ、コミューン「モーニングスター（Morningstar）」に出入りする。
帰国後はファッションブランド「I Am A Boy」を立ち上げ、髙島屋で企画を担当していた。しかしもう一度音楽の仕事に戻りたいと考えていた1974年に、KBSラジオのディレクター奥田靖彦と出会い、1975年4月2日から1978年3月まで同局のラジオ番組『ファズ・ボックス・イン』でDJを担当する。同番組で雑誌編集を企画して若者に呼びかけ、集まってきた三田村善衛、渡辺仁らと共に、1976年2月、阿木を編集長に大阪で『ロック・マガジン』を創刊する。
1978年、『ロック・マガジン』誌上でのクラフトワーク『THE MAN MACHINE』のディスクレビューで「テクノポップ」という言葉を初めて使用したことで知られている。また1978年には『ロック・マガジン』誌と連動する形で、日本初の本格的インディーズ・レーベル「ヴァニティ・レコード」を設立。関西のバンドDADA（小西健司・泉陸奥彦）、アーント・サリー（Phew）、EP-4（佐藤薫）らのアルバムをリリースする。1985年にはカセットマガジン『EGO』を創刊し、『ロック・マガジン』読者から贈られてきたデモテープを集めてオムニバスカセットアルバムとして紹介し、多くのミュージシャンを世に送り出した。
1990年に「M2 (Mathematic Modern) 」をオープンした。
2000年代に入り、「personnages recordings」のレコードプロデューサー、クラブミュージック・マガジン『infra』『BIT』の編集・発行人を務めた。
2003年2月20日に辰巳哲也の2ndアルバム『Reflection and Integration』（Person002）を発売する。十数年来にわたり他誌での執筆を断ってきたが、同年に『remix』5月号でインタビューを受けたことを契機に、同誌で連載を開始する。
2004年1月10日、ジャズカフェ「nu things」をオープンし、オーガナイザーなどを務めた。
2014年からは秋山伸とともに自身の集大成となる芸術雑誌『0g (zero gauge) 』を刊行。翌2015年3月15日には大阪市西区南堀江にイベントスペース「environment 0g」を設立し自ら運営した。
イベントスペース「environment 0g」のTwitter公式アカウントが、2018年10月25日付のツイートで「2018年10月21日に阿木譲氏は天寿を全うされました。」と発表。死因については明らかにしていない。大阪府に在住していた。72歳没。

## 創刊誌
- 『ロック・マガジン』1976年〜1984年、1988年（復刊）
- 『fashion』1980年
- 『EGO』1985年〜1987年
- 『infra』1999年〜2001年
- 『BIT』2002年

## 著書
- 『ロック・エンド』工作舎、1980年。
- 『イコノスタシス』インピタス、1984年。
- 『E』neu product、1990年。